# Matusek Attila
Matusek Attila (Érsekújvár, 1992. szeptember 25. –) magyar színész.

## Életpályája
Révkomáromban töltötte gyerekkorát, s itt élt tizennyolc éves koráig. A Komáromi Ipari Szakközépiskolában elektrotechnika szakon érettségizett 2011-ben. Színészi diplomáját a Kaposvári Egyetemen szerezte, Kocsis Pál osztályában végzett. Egyetemistaként, gyakorlati idejét 2014-től a szombathelyi Weöres Sándor Színházban töltötte, és színészként is ide szerződött, 2020-ig a társulat tagja volt. 2021-től a komáromi Jókai Színház tagja.

## Fontosabb színpadi szerepei
- Eugène Labiche: Olasz szalmakalap... Tizedes, inas
- Jókai Mór: A kőszívű ember fiai...  Baradlay Jenő (interaktív beavató színház)
- Eisemann Mihály – Szilágyi László: Én és a kisöcsém... Dr.Vas
- Darvas Benedek – Pintér Béla: Parasztopera... Vőlegény
- Székely Csaba: Vitéz Mihály... Preda; Egy vallon lovag
- Martin McDonagh: A kripli... Bartley
- Jordi Galcerán: A Grönholm-módszer... Carlos
- Szombath András: Szivárvány havasán – Köpönyeg és palást... Ithacius, Ossonoba püspöke
- Barták Balázs: A kút... Szent Márton
- Presser Gábor – Sztevanovity Dusán – Horváth Péter: A padlás... Üteg, a detektív másik keze
- Tóth Ede – Mohácsi János – Mohácsi István: A falu rossza... Lajos
- Szirmai Albert – Bakonyi Károly – Geszti Péter – Mohácsi testvérek – Kovács Márton: Mágnás Miska... Gróf técsei Técsey Mixi
- Molière: Tartuffe... Lőrinc, Tartuffe titkára
- Szép Ernő: Vőlegény... Lala, hetedik gimnazista
- Petr Zelenka: Hétköznapi őrületek... Éva, a kirakatbábu
- Várkonyi Mátyás – Miklós Tibor: Sztárcsinálók... Pál apostol
- Nyikolaj Vasziljevics Gogol: A revizor...Vszevolod Emilovics Bejerhold, ellenzéki vállalkozó, kevésbé sikeres
- William Shakespeare: Makrancos Kata, avagy a hárpia megzabolázása... Hortensio
- William Shakespeare: Titus Andronicus... Mutious, Titus fia 20-25
- Platón: Szókratész védőbeszéde... Melétosz
- Terry Johnson: Diploma előtt... Benjamin Braddock
- Oleg és Vlagyimir Presznyakov: Terrorizmus... 2. Férfi
- Georges Feydeau: Kis hölgy a Maximból... Guérissac hadnagy

## Rendezései
- Társasjáték (William Shakespeare Rómeó és Júliája nyomán írta és rendezte : Matusek A. és Zsidek P.)
- William Shakespeare: Szentivánéji álom (DunArts)
- Dennis Kelly: DNS (Weöres Sándor Színház)
- William Shakespeare: Hamlet (Komáromi Jókai Színház) 2020
- Carlo Goldoni: Bugrisok (Kassai Thália Színház) 2021

## Filmek, tv
- Dilemma (2020)... Andris